# Laagpakket van Kootwijk
Het  Laagpakket van Kootwijk (voorheen: Formatie van Kootwijk) is een laagpakket dat onderdeel uitmaakt van de Formatie van Boxtel. Voorheen was het Laagpakket van Kootwijk een zelfstandige geologische formatie. Omdat het Laagpakket van Kootwijk nauwelijks te onderscheiden is van andere delen van de Formatie van Boxtel is het aan deze formatie toegevoegd. De formatie is enkel te onderscheiden waar er zich een podzol (of in sommige gevallen een ander bodemtype) in de afzettingen heeft gevormd, of aan de hand van het reliëf. Vanuit een lithologisch oogpunt verschilt de formatie niet van de onderliggende eenheden.
Het laagpakket bestaat uit de in het Holoceen gevormde landduinen en stuifzanden. Deze stuifzanden zijn ontstaan als gevolg van de ontbossing van de Pleistocene zandgronden. De landduinen zijn over het algemeen ontstaan door de ontginningen tijdens de middeleeuwen maar in enkele gevallen vond de ontbossing op natuurlijke wijze plaats. Het dekzand heeft een dikte variërend tussen de 1 en 10 meter. Het zand is kalkloos, heeft een fijne tot zeer fijne structuur en heeft in de meeste gevallen een geelgrijze kleur. Met uitzondering van plaatsen waar de verstuiving tot een omkering van het reliëf heeft geleid waar vaak podzolgronden aangetroffen kunnen worden welke uit anderskleurig zand bestaan.